# La hija del regimiento
La hija del regimiento (título original en francés, La Fille du régiment) es una ópera cómica en dos actos con música de Gaetano Donizetti y libreto en francés de Jean François Bayard y J. H. Vernoy de Saint-Georges, basado en una pieza de Carl Gollmick. Fue estrenada el 11 de febrero de 1840 en la Opéra-Comique de París. Una versión ligeramente diferente en italiano (en traducción de Callisto Bassi: La figlia del reggimento) fue adaptada a los gustos del público italiano.

## Historia
La hija del regimiento fue escrita mientras el compositor vivía en París. Se estrenó el 11 de febrero de 1840, por la Opéra-Comique de París en la Salle de la Bourse, luego en La Scala, Milán, el 30 de octubre de 1840. Fue representada en inglés en el Teatro Surrey en Londres el 21 de diciembre de 1847, y fue repetida en la misma temporada en italiano con Jenny Lind. Nueva Orleans vio la primera representación estadounidense el 7 de marzo de 1843. Fue interpretada con frecuencia en Nueva York; el papel de Marie era uno de los favoritos de Jenny Lind, Henriette Sontag, Pauline Lucca y Adelina Patti. Fue presentada en la Metropolitan Opera con Marcella Sembrich y Charles Gilibert (Sulpice) en 1902-1903. Estuvo después en la Manhattan Opera House, en 1909, con Luisa Tetrazzini, John McCormack y Charles Gilibert, y de nuevo con Frieda Hempel y Antonio Scotti en los mismos papeles en el Met, el 17 de diciembre de 1917.
Esta ópera es famosa por el aria "Ah! mes amis, quel jour de fête!" (a veces referida como "Pour mon âme"), que ha sido considerada el "Monte Everest" de los tenores. Presenta nueve dos altos y aparece en un momento relativamente temprano de la ópera, dando poco tiempo al cantante para calentar su voz. El estrellato de Luciano Pavarotti se reconoció por una interpretación al lado de Joan Sutherland en el Met, cuando él "saltó sobre el "Becher's Brook" de la cuerda de los dos altos con un aplomo que dejó asombrado a todo el mundo".
Más recientemente, Juan Diego Flórez interpretó "Ah! mes amis" en La Scala, y, a petición popular, la repitió, "rompiendo una tradición de 74 años que prohibía los bises en el legendario teatro de ópera milanés". Repitió su hazaña el 21 de abril de 2008, noche de la inauguración de la producción londinense de 2007 en el Met, con Natalie Dessay como Marie. Esta producción del Met fue retransmitida en vídeo de alta definición a cines por todo el mundo el 26 de abril de 2008. El 3 de marzo de 2019, el aclamado tenor mexicano Javier Camarena también repitió  el aria en el Met, cantando 18 high Cs en una actuación que fue transmitida en vivo mundialmente a través del Metropolitan Opera radio y televisada mundialmente en Metropolitan Opera Live en alta definición.
W. S. Gilbert escribió una adaptación al burlesque de la ópera, La Vivandière, en 1867.
Esta obra sigue en el repertorio, aunque no está entre las más representadas; en las estadísticas de Operabase aparece como n.º 76 entre las 100 óperas más representadas en el período 2005-2010, siendo la número 31 en Italia y la cuarta de Donizetti, con 53 representaciones.

## Personajes
| Personaje                                                               | Tesitura              | Elenco del estreno, 11 de febrero de 1840 (Director: Gaetano Donizetti) |
| ----------------------------------------------------------------------- | --------------------- | ----------------------------------------------------------------------- |
| Marie, joven vivandière                                                 | soprano de coloratura | Giulietta Borghese                                                      |
| Tonio, joven tirolés                                                    | tenor ligero          | Mécène Marié de l'Isle                                                  |
| Sulpice, sargento                                                       | bajo                  | Henry Deshaynes ("Henri")                                               |
| La marquesa de Birkenfeld                                               | contralto             | Marie-Julie Halligner ("Boulanger")                                     |
| Hortensius, un carnicero                                                | bajo                  | D. Delaunay-Ricquier                                                    |
| Un cabo                                                                 | bajo                  | Georges-Marie-Vincent Palianti                                          |
| Un campesino                                                            | tenor                 | Henry Blanchard                                                         |
| La duquesa de Krakenthorp                                               | papel hablado         | Marguerite Blanchard                                                    |
| Un notario                                                              | papel hablado         | Léon                                                                    |
| Soldados franceses, pueblo tirolés, sirvientes domésticos de la duquesa |                       |                                                                         |

## Argumento
Tiempo: guerras napoleónicas, hacia el año 1805
Lugar: El Tirol suizo

### Acto primero
Las montañas tirolesas
Paso montañoso del Tirol. Se desarrolla una batalla fuera de escena. El pueblo fronterizo, atemorizado, dirige una plegaria a la Virgen para que llegue pronto la paz. Está terminando la guerra en la que Napoleón ha ocupado la región, y los franceses acaban de lograr la victoria.
En su camino hacia Austria, la aterrorizada marquesa de Berkenfeld y su mayordomo, Hortensius, se han detenido en su viaje debido a una escaramuza que ha estallado. Cuando la marquesa oye a los campesinos que las tropas francesas se han retirado, ella habla de los groseros modales de los franceses ("Pour une femme de mon nom (Para una mujer de mi nombre)"). 
Llega el 21.º regimiento que dirige Sulpice, y confirma a todo el mundo que sus hombres restaurarán la paz y el orden. Con Sulpice llega también Marie, una muchacha huérfana recogida por el regimiento durante la guerra y adoptada como vivandera (esto es cantinera y mascota) e "hija" del regimiento. Marie tiene una educación muy precaria y cuartelera. Su comportamiento es rudo, sin modales de buena urbanidad. Pero Marie es muy buena cantante y lidera la canción del regimiento, que todos corean con mucho entusiasmo.
Cuando Sulpice le pregunta por un joven con el que se la ha visto, ella explica que es Tonio, un tirolés que en un barranco le salvó la vida, y que está enamorada de él. Sin embargo, todo el regimiento se cree con derecho a impedir el matrimonio de Marie si el candidato no es de su gusto. Los soldados traen a un sospechoso que merodea el lugar y Marie lo reconoce: es Tonio, el tirolés que le salvó la vida, que dice que había estado buscando a Marie. Ella se adelanta a salvarlo, y mientras él brinda con sus nuevos amigos, Marie canta la canción del regimiento ("Chacun le sait (Todo el mundo sabe)"). Ordenan a Tonio seguir a los soldados, pero él se escapa y vuelve para declarar su amor a Marie (Quoi! Vous m'aimez (Qué! Me quereis)). Sulpice los sorprende, y Marie debe reconocer ante Tonio que ella sólo se puede casar con un soldado del 21.
Aparece la marquesa de Berkenfield y le pide a Sulpice escolta para su castillo. Cuando él oye el nombre de Berkenfeld, Sulpice recuerda una carta que encontró cerca de la joven Marie en el campo de batalla. La marquesa pronto admite que ella conoció al padre de la chica y dice que Marie es la hija, largamente perdida, de su hermana que tuvo su desliz con el Capitán Robert, un militar del regimiento. La niña había quedado al cuidado de la marquesa, pero se perdió. Asombrada por las groseras maneras de la chica, la marquesa decide llevársela a su castillo y darle una educación apropiada. Cuando Tonio trata de obtener permiso para cortejar a Marie los soldados se lo niegan, porque no pertenece al regimiento. Tonio entonces decide ingresar en el regimiento y celebra jubiloso el hecho de poder ser militar y marido ("Ah, mes amis (Ah, mis amigos)").
Muy pronto Sulpice advierte a Tonio que debe entregar a Marie a su tía, la marquesa que ha venido a buscarla. Marie se ve obligada, entonces, contra su voluntad, a irse a vivir al castillo de la marquesa de Berkenfield. Marie se despide emotivamente de todos diciendo que es necesario partir, dejando en claro que el ingreso de Tonio en el regimiento no le ha servido de nada ("Il faut partir (Debemos ir)").

### Acto segundo
El castillo de Berkenfeld
En el palacio de la marquesa de Berkenfield, esta se esfuerza en educar a Marie para que pueda casarse con un rancio aristócrata: el hijo de la duquesa de Crakenthorp. Sulpice también está en el castillo, recuperándose de una herida, y se supone que ayuda a la marquesa en sus planes. La marquesa enseña a Marie una refinada romanza clásica, acompañándola en el piano. Animada por Sulpice, se pone a cantar al ritmo de un contagioso rataplán, rataplán, y la marquesa pierde los nervios (Trío: "Le jour naissait dans la bocage (Día fue en la arboleda)"). 
Luego, a solas, Marie reflexiona acerca de su desdichada condición y la falta de sentido del dinero y la posición ("Par le rang et l'opulence (Según el rango y la opulencia)"). Llegan Tonio y los demás soldados del regimiento, se supone que a la boda de Marie. Todo se transforma en alegría cuando Marie canta junto a ellos una encendida y patriótica canción: "Salut à la France (Hola a Francia)" seguida por una graciosa intervención de Marie, Tonio y Sulpice en que expresan su felicidad de volver a juntarse.
Tonio le confiesa a la marquesa su amor por Marie y que por la muchacha él se ha hecho soldado. Tonio le pide la mano de Marie, pero la marquesa muy fríamente le pide que se vaya a pesar de que él dice que Marie es toda su vida ("Pour me rapprocher de Marie (Para acercarse a Marie)"). Declara que su sobrina está comprometida con otro hombre y despide a Tonio. Luego la marquesa confiesa secretamente a Sulpice que Marie es su propia hija ilegítima a quien ella abandonó, temiendo su desgracia social. 
Hortenisus anuncia la llegada del séquito de la boda, encabezado por la madre del novio, la insoportable Duquesa de Crakenthorp con su hijo. Marie rechaza abandonar su habitación, pero cuando Sulpice le dice que la marquesa es su madre, la sorprendida muchacha declara que no puede ir en contra de los deseos de su madre y se muestra conforme en casarse con un hombre al que no ama. Cuando ella va a firmar el contrato de matrimonio, llegan Tonio y los soldados del 21, decididos a resctara a su "hija", impidiendo la ceremonia. Cuando dicen que ella fue vivandera e hija del regimiento, los invitados y la aparatosa duquesa de Crakenthorp se horrorizan. Marie confiesa ante todos su lealtad y cariño para con el regimiento y que a él le debe todo. Entonces la marquesa, conmovida por la bondad de corazón de su hija, detiene la boda y da su permiso para que Marie se case con Tonio. Para celebrar este feliz momento, Marie, Tonio los soldados y todos los presentes cantan una vez más ese patriótico Salut à la France (Hola a Francia).
1. ↑  En el original, los soldados son austriacos, pero en escena se retratan como franceses. La versión italiana se ambienta en Suiza en lugar de en el Tirol.

## Grabaciones
| Año  | Elenco (Marie, Tonio, Sulpice, La marquesa)                                                   | Director, teatro de ópera y orquesta | Sello discográfico                      |
| ---- | --------------------------------------------------------------------------------------------- | --- | --------------------------------------- |
| 1950 | Lina Pagliughi, Cesare Valletti, Sesto Bruscantini, Rina Corsi                                | Mario Rossi, Orquesta y coro de la RAI de Milán | CD: Aura Music Cat: LRC 1115            |
| 1960 | Anna Moffo, Giuseppe Campora, Giulio Fioravanti, Jolanda Gardino                              | Franco Mannino, Orquesta y coro de la RAI de Milán | CD: Walhalla Cat: WLCD0317              |
| 1967 | Joan Sutherland, Luciano Pavarotti, Spiro Malas, Monica Sinclair                              | Richard Bonynge, Orquesta y coro de la Royal Opera House                                                                                                   | CD: Decca «Originals» Cat: 478 1366     |
| 1986 | June Anderson, Alfredo Kraus, Michel Trempont, Hélia T'Hézan                                  | Bruno Campanella Orquesta y coro de la Ópera Nacional de París (Grabación en vídeo de una representación en la Opéra-Comique, véase Opera, agosto de 1986) | VHS Video: Bel Canto Society Cat: 628   |
| 1995 | Edita Gruberová, Deon van der Walt, Philippe Fourcade, Rosa Laghezza                          | Marcello Panni Orquesta de la Radio de Múnich y Coro de la Radio Bávara                                                                                    | CD: Nightingale Cat: NC 070566-2        |
| 2008 | Natalie Dessay, Juan Diego Flórez, Alessandro Corbelli, Felicity Palmer, Duchess: Dawn French | Bruno Campanella Orquesta y coro de la Royal Opera House, de una retransmisión de 27 de enero de 2007                                                      | DVD: Virgin Classics Cat: 5099951900298 |